# Fort de São Filipe de Setúbal
Le fort de São Filipe, également appelé château de São Filipe ou forteresse de São Filip est une fortification militaire située dans la freguesia de Nossa Senhora da Anunciada (pt), sur le territoire de la municipalité de Setúbal (district de Setúbal, Portugal),. 
Le fort a été construit sur ordre de Philippe II d'Espagne, qui a personnellement assisté à la pose de la première pierre de la nouvelle fortification en 1582. Il occupe une position dominante sur la rive droite de l'embouchure du Sado, dominant le centre de Setúbal à l'est et gardant l'accès au fleuve. Nommée d'après le roi pendant l'Union ibérique, la forteresse a été conçue par Giovan Giacomo Paleari Fratino (pt) et avait pour ingénieur en chef l'ingénieur militaire italien Filipe Terzi, qui travaillait pour la cour royale espagnole. Elle a été achevée en 1600 sous la direction de Leonardo Torreano en raison du décès de Terzi. 
Il est classé  Monument national depuis 1933.

## Historique
Cette fortification remonte au XIVe siècle, avec la construction au niveau de la mer du fort de Santiago do Outão, destiné à contrôler l'accès du Sado au village médiéval. Sous le règne de Jean III du Portugal, dans la première moitié du XVIe siècle, il fut envisagé d'étendre les défenses de Setúbal par la construction d'un château, mais les difficultés financières de la Couronne rendirent cette construction impossible. 

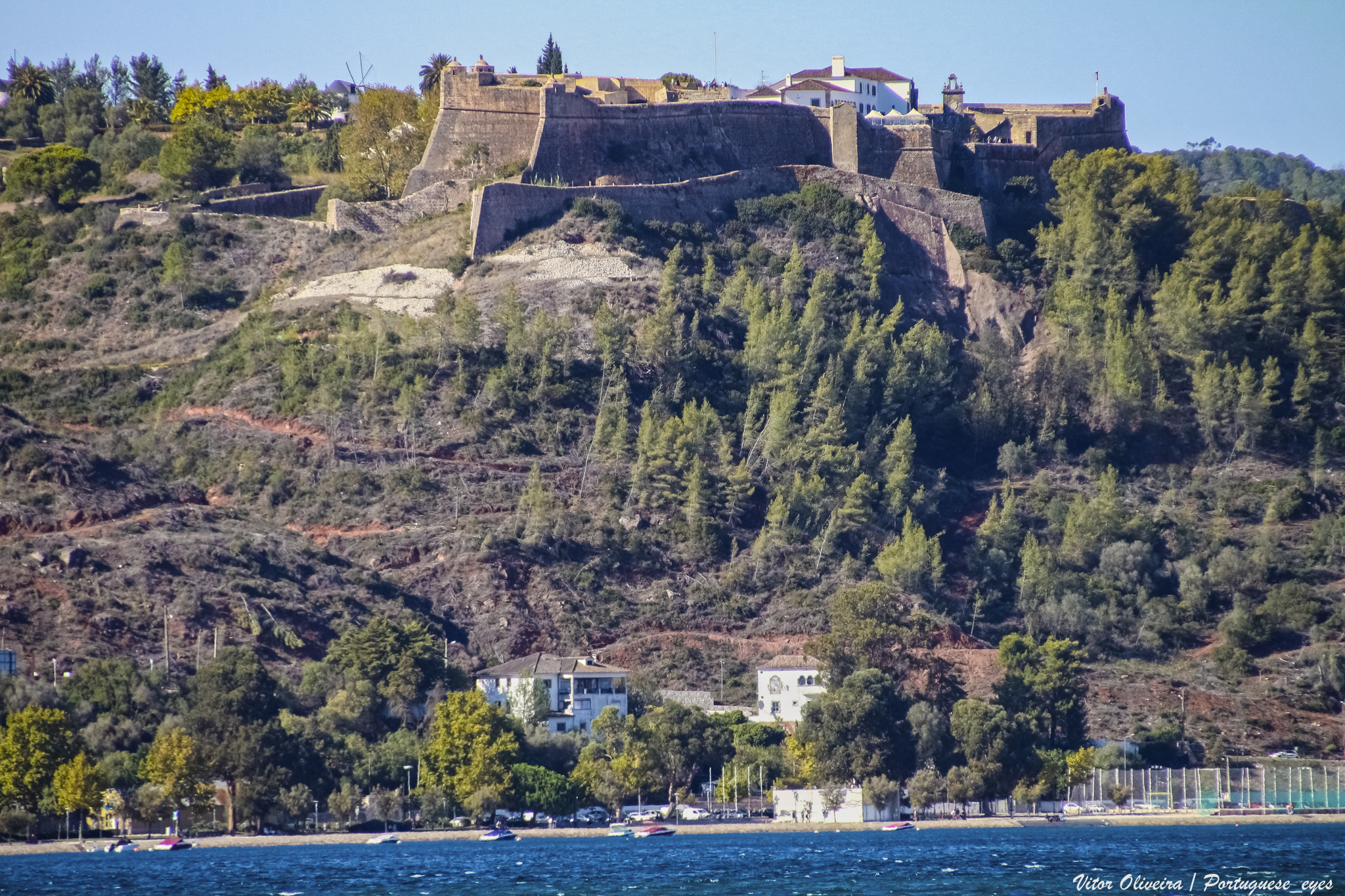
Le fort vu de la mer.

À l'époque de la Maison de Habsbourg (1580-1640), Philippe II d'Espagne ordonna la construction d'une nouvelle fortification sur une colline adjacente à la ville, afin de renforcer la défense de Setúbal. Cependant, des chercheurs récents ont avancé que le fort avait également pour but de protéger une garnison fidèle à la dynastie des Philippines (pt) et d'illustrer la puissance du roi d'Espagne, la population de Setúbal ayant manifesté une forte opposition à la domination espagnole. Il fut conçu par Giovan Giacomo Paleari Fratino en 1583. Les travaux de la forteresse commencèrent en 1590 et s'achevèrent en 1600. Pendant la guerre de Restauration portugaise, le fort fut la dernière partie de Setúbal à tomber aux mains des Portugais. Entre 1649 et 1655, une batterie basse fut ajoutée pour renforcer la défense contre les navires dans le port. 
Le fort fut endommagé lors du tremblement de terre de 1755 et la maison de commandement, alors résidence du gouverneur de Setúbal, fut détruite par un incendie au milieu du XIXe siècle. Classé Monument national en 1933, il fut intégré au parc naturel de l'Arrábida lors de sa création en 1976. Des travaux de conservation furent entrepris dans les années 1940 et, en 1962, certaines parties furent transformées en hôtel, qui ouvrit ses portes en 1965 au sein de la chaîne Pousadas de Portugal (pt). Un tremblement de terre en février 1969 causa quelques dommages. Des réparations et d'autres travaux de conservation furent effectués depuis, mais l'hôtel ferma ses portes en 2014 en raison de problèmes d'instabilité structurelle. Le fort a rouvert au public le 31 mars 2017, sous la gestion de la mairie, avec un centre d'information et un restaurant.

## Caractéristiques

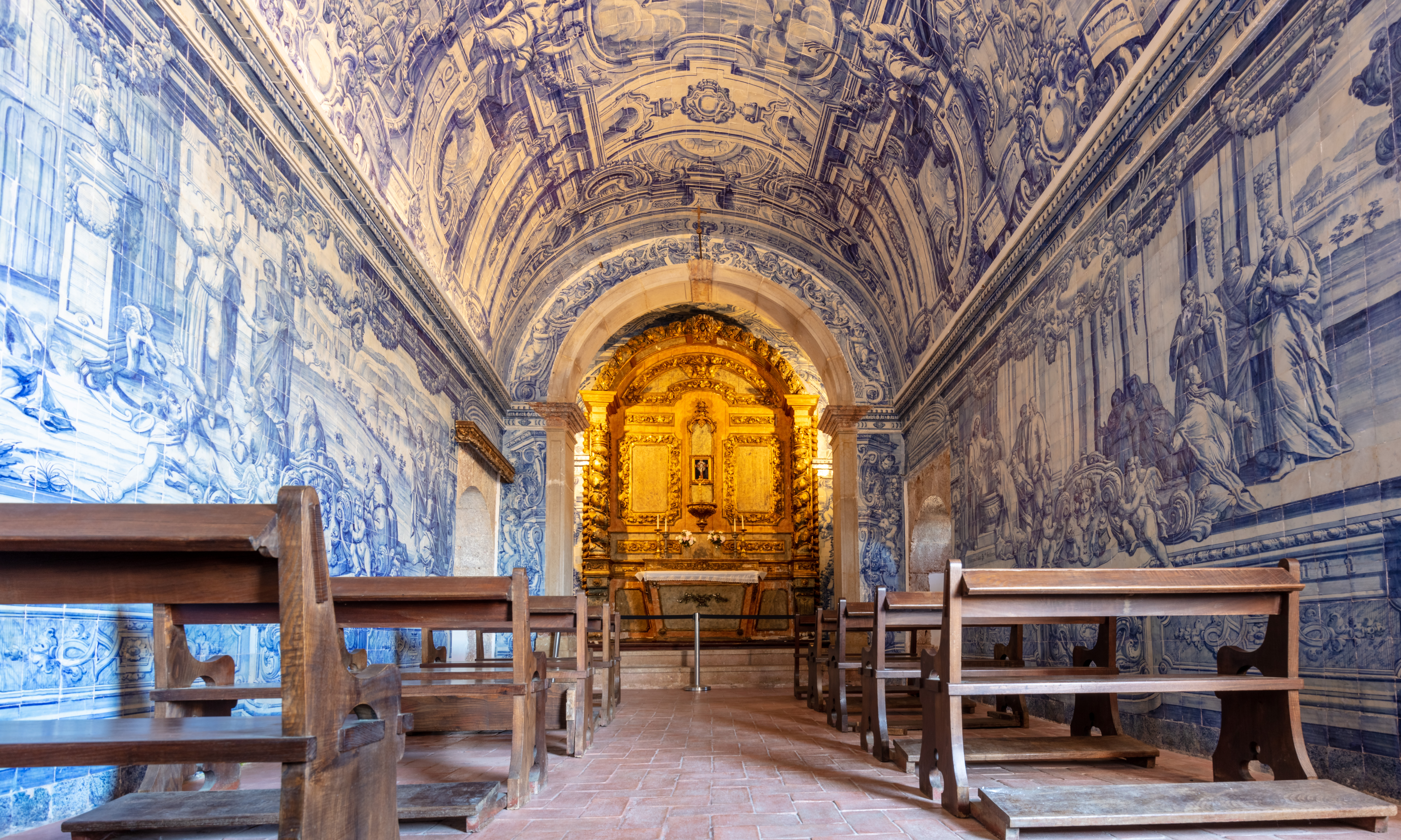
La chapelle.

Le fort de São Filipe de Setúbal s'inspirerait du château Sant'Elmo de Naples. Son plan polygonal irrégulier, en forme d'étoile à six branches, épouse les contours du terrain. Il compte six hauts remparts inclinés et six bastions. À l'intérieur, accessible par une porte à l'ouest des remparts, défendus par deux bastions, un atrium donne accès à un tunnel en maçonnerie de pierre, avec un large escalier à deux volées. Celui-ci est lui-même couvert d'une voûte et le palier entre les volées donne accès aux casemates de la batterie basse. À son extrémité, sur le talus, se trouvent les bâtiments de service : la Maison du Commandement (ancienne résidence du Gouverneur d'Armes) et la Chapelle, à gauche de celle-ci. Il offre une excellente visibilité sur les environs et l'estuaire du Sado. Les bâtiments de la forteresse se trouvent sur une plateforme supérieure, et on y trouve également une petite chapelle baroque ornée d'azulejos représentant des scènes de la vie de saint Philippe.

## Galerie

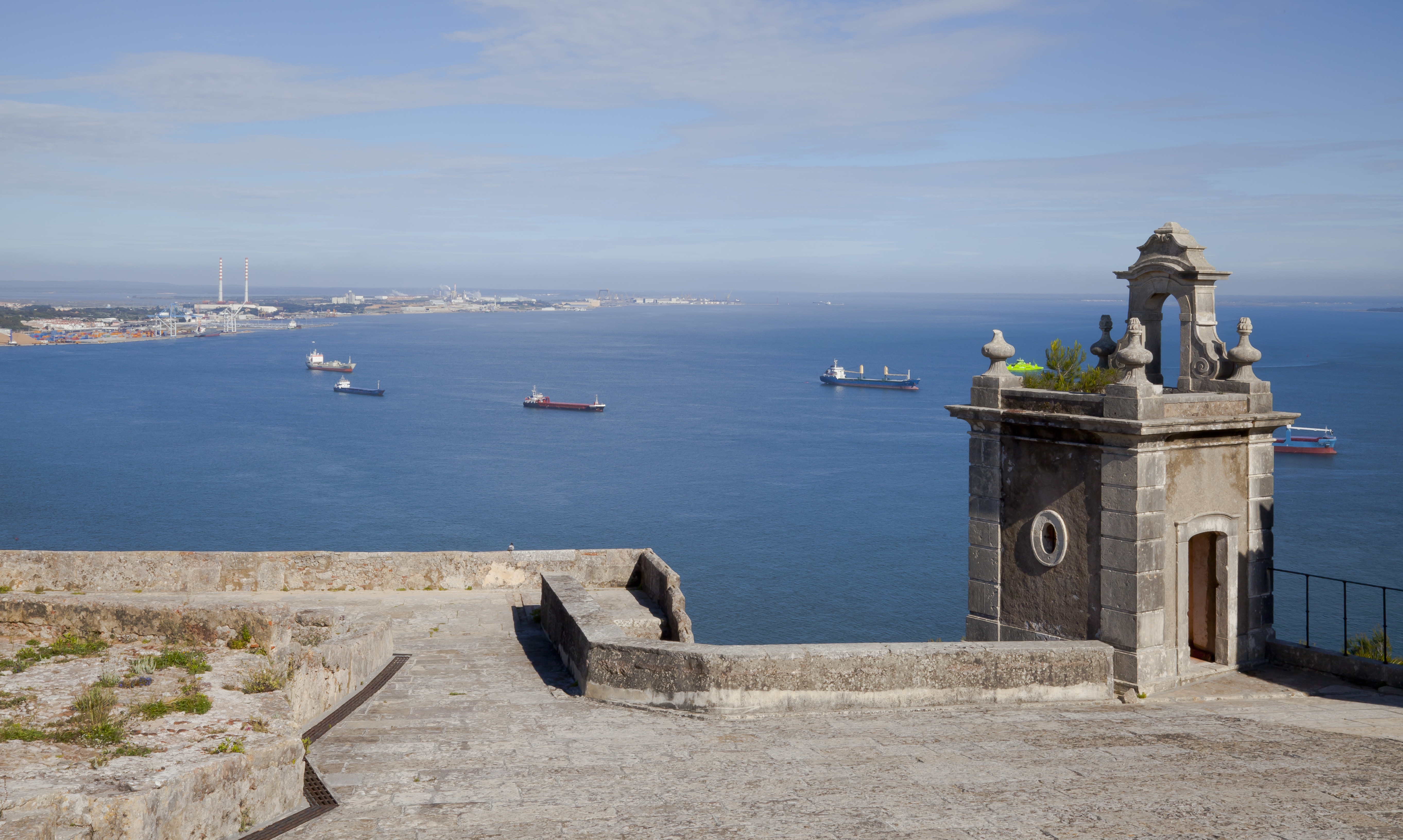
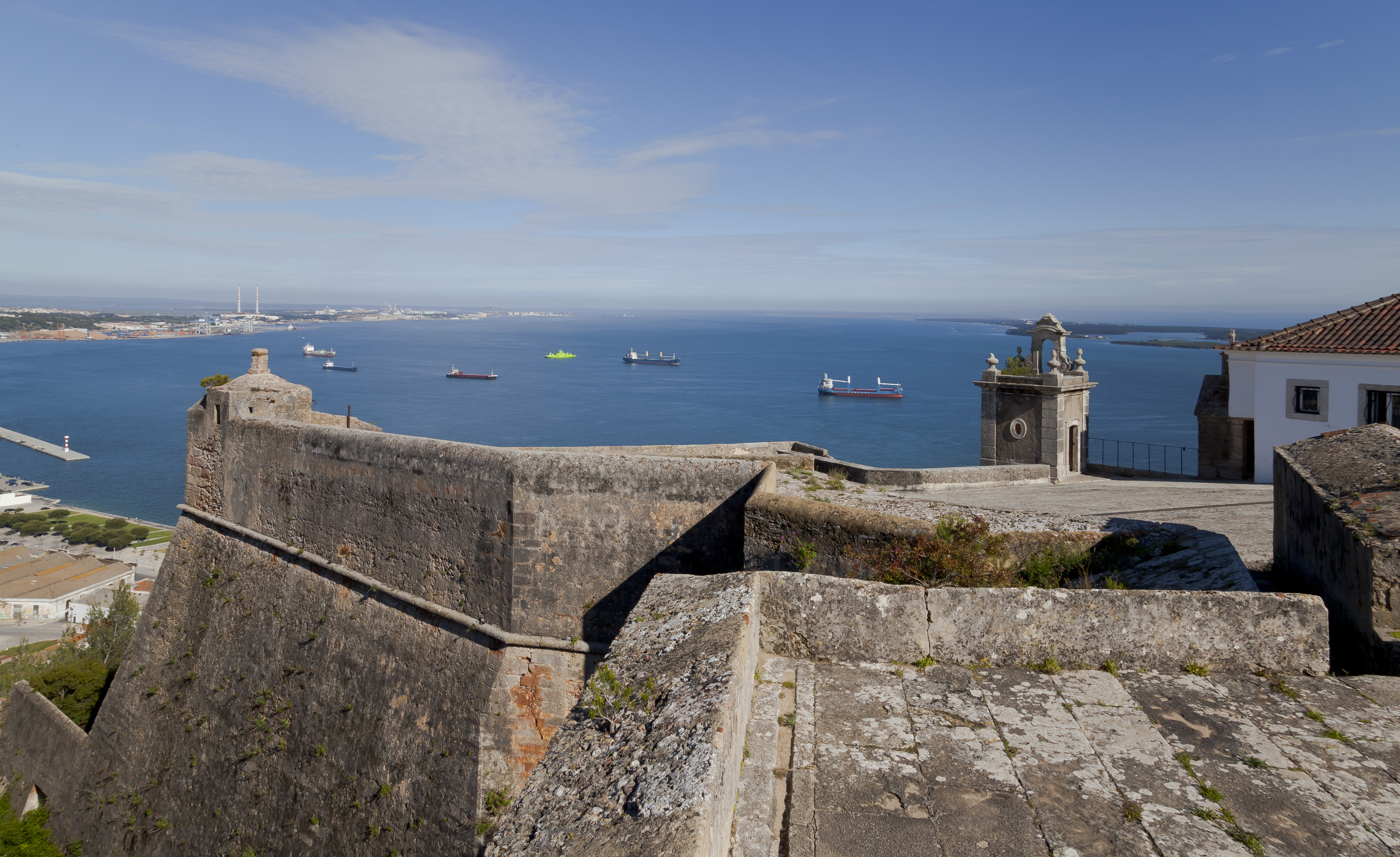
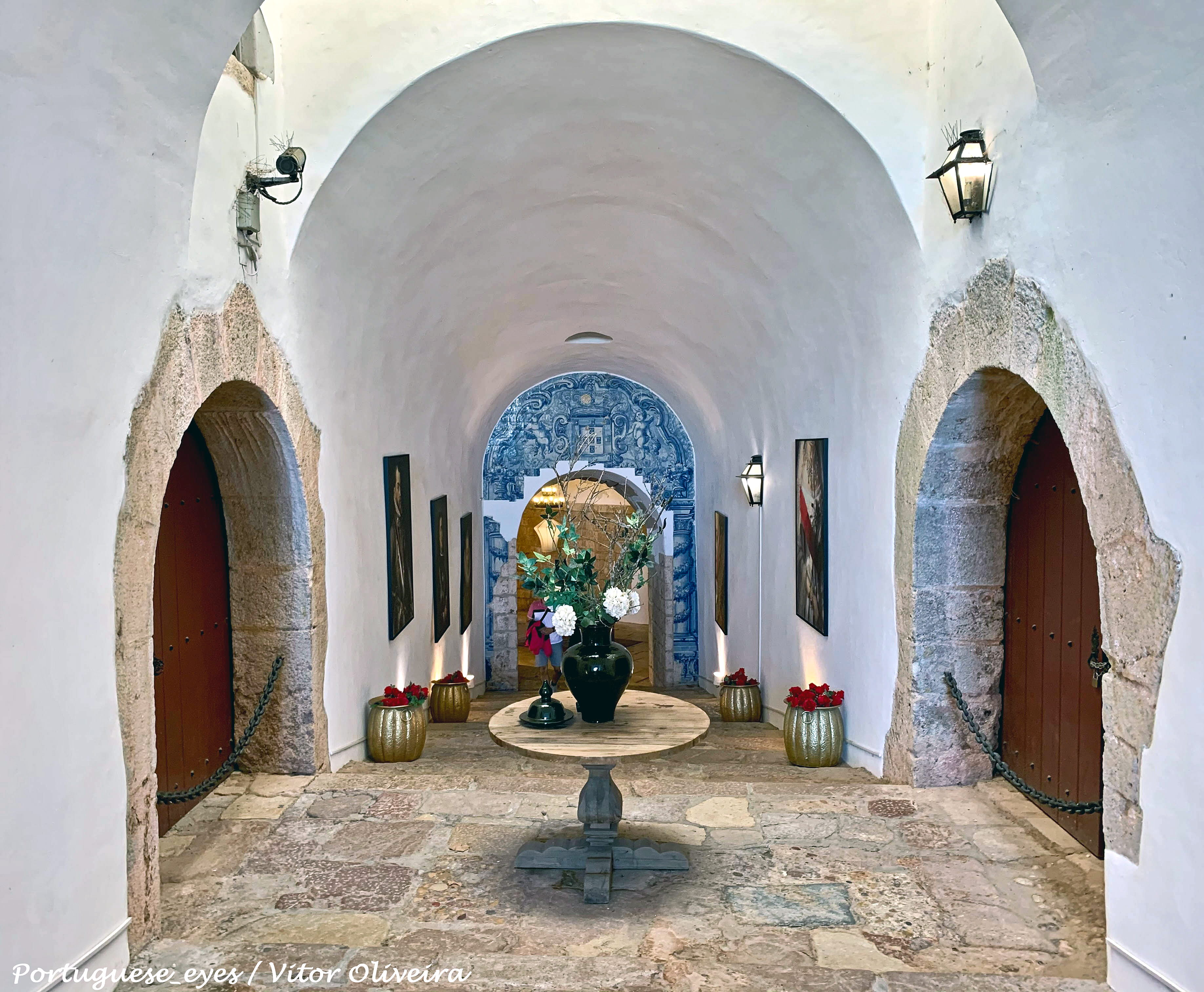
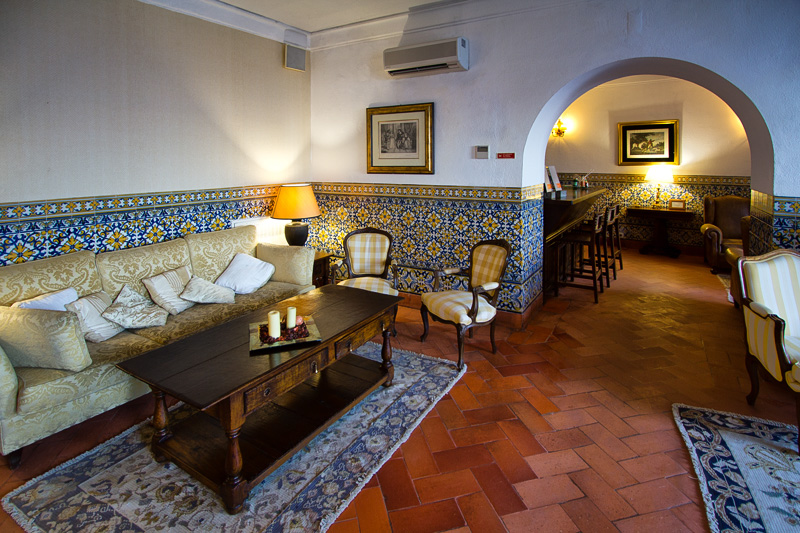